# Rakovo
Rakovo (in ungherese Nagyrákó) è un comune della Slovacchia facente parte del distretto di Martin, nella regione di Žilina.